# Bajo el mismo cielo
 (срп. Под истим небом) америчка је теленовела, продукцијске куће Телемундо, снимана 2015.

## Синопсис
Карлос Мартинез је Мексиканац који без докумената живи у Лос Анђелесу. У „обећану земљу“ дошао је са покојном супругом Тересом и старијим сином Родригом, који их је напустио и прикључио се уличној банди. Карлос је почео да ради као баштован како би обезбедио услове за живот свом млађем сину Луису, али ни у једном тренутку није одустао од потраге за Родригом. Покушавајући да пронађе свог првенца и врати га на прави пут, племенити баштован пронашао је љубав и то у бившој чланици банде - Адели Моралес.
Њен живот је такође био тежак: дошла је из Мексика са баком, старијим братом и мајком која је упала у канџе алкохола и проституције. Када им бака умре, Адела и њен брат Матијас прикључују се банди, али она након неког времена жели да се извуче из тог света. Карлос је баш тада упознаје, одлучује да се препусти љубави и по први пут у животу почне да мисли на себе, своја осећања и жеље, које је потпуно приредио бризи о свом млађем сину. 
Међутим, његова љубавна прича са знатно млађом Аделом није нимало безбрижна - њу јуре чланови банде које је напустила, желећи да је убију јер их је издала, а Карлосова партнерка Фелисија, с којом се повремено виђа, опседнута је њиме, види га као оца своје деце и није спремна да му дозволи да буде срећан са другом женом.

## Глумачка постава

### Главне улоге
| Глумац:                          | Улога:                      |
| -------------------------------- | --------------------------- |
| Габријел Порас Хавијер Рубалкаба | Карлос Мартинез             |
| Марија Елиса Камарго             | Адела Моралес               |
| Ерика де ла Роса                 | Фелисија Мендез Риобуено    |
| Луис Ернесто Франко              | Родриго Мартинез „Ел Фајер“ |
| Хулио Брачо                      | Хосе „Колмилио“ Гименез     |

### Споредне улоге
| Глумац:               | Улога:                 |
| --------------------- | ---------------------- |
| Алехандро Спеитзер    | Луис Мартинез          |
| Мерседес Молто        | Дебора Сандерс         |
| Кендра Сантакруз      | Грејси Кордеро         |
| Георгина Паласиос     | Паулина Гарибалди      |
| Хосе Гиљермо Кортинес | Кристобал Мендез       |
| Лиз Гаљардо           | Марија Солис Мартинез  |
| Фернандо Норијега     | Вили Лопез             |
| Келер Вортам          | Јакоб Сандерс          |
| Окајри Гинер          | Суси Сандерс           |
| Ираид Лејлани         | Тереса                 |
| Раул Аријета          | Рудолфо Солис          |
| Фреди Флорес          | Сантијаго Јепез        |
| Росалинда Родригез    | Лаура Моралес          |
| Карлос Феро           | Матијас Моралес        |
| Кристијан Адријан     | Ел Алакран             |
| Хуан Пабло Љано       | Ерик Вилалта           |
| Андрес Зуњига         | Џеј Ортега             |
| Кевин Апонте          | Ник Ернандез           |
| Арид Ханалеј          | Исабал Гаридо          |
| Алма Итзел            | Шарон Лопез            |
| Гијанкарло Видрио     | Маго                   |
| Фелипе Бетанкурт      | Гачо                   |
| Никол Арси            | Марија Гвадалупе Солис |
| Химена Ајала          | Хуана Гарсија          |
| Роберто Ескобар       | Алан                   |
| Кристина Фигарола     | службеница Рамирез     |
| Кристина Масон        | Ноеми Гименез          |
| Мишел Посада          | Естела                 |